# Нехорош Світлана Вікторівна
Світла́на Ві́кторівна Нехоро́ш (* 1973) — українська легкоатлетка; бігунка на середні та довгі дистанції.

## З життєпису
Народилась 1973 року на Донеччині.
Спортивні досягнення:
- Чемпіонат України з легкої атлетики в приміщенні 1998 — 3000 метрів; бронзова нагорода
- Всеукраїнські літні спортивні ігри 1999; 5000 метрів — переможниця
- Чемпіонат України з легкої атлетики в приміщенні 1999; 3000 метрів — бронзова нагорода
- Чемпіонат України з легкої атлетики 2001; срібні нагороди — 5000 і 10000 метрів
- Чемпіонат України з легкої атлетики 2002; бронзові нагороди — 5000 і 10000 метрів
- Чемпіонат України з легкої атлетики в приміщенні 2004; 3000 метрів — бронзова нагорода

В наступні роки брала участь у кількох шосейних перегонах, перейшовши до напівмарафонів. Посіла друге місце на півмарафоні Blagnac Half у Франції, перше місце на півмарафоні Ciudad de Pamplona та четверте місце на півмарафоні Saint Denis.